# 雄鹰经济体

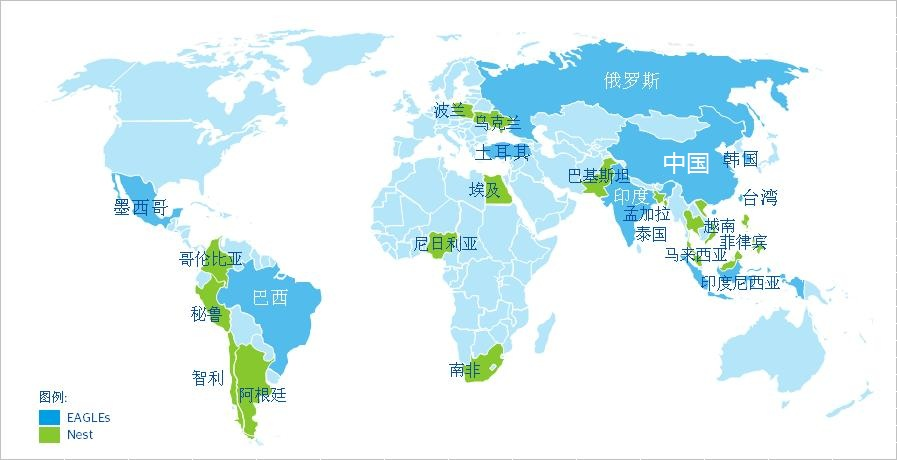
EAGLEs和Nest国家及地区分布
EAGLEs
中国, 印度, 巴西, 印度尼西亚, 韩国, 俄罗斯, 墨西哥, 台湾, 土耳其
Nest
阿根廷, 孟加拉国, 哥伦比亚, 埃及, 马来西亚, 尼日利亚, 巴基斯坦, 秘鲁, 菲律宾, 波兰, 南非, 泰国, 越南, 乌克兰, 智利

雄鹰经济体（EAGLEs），完整原文为「Emerging and Growth-Leading Economies」，直译为「引领世界经济增长的新兴经济体」，是BBVA（西班牙对外银行）研究部在2010年底创造并提出的一个关于新兴市场分组概念的缩写，定义包括了所有在下一个十年间对世界GDP增长的贡献预计超过G6国家（G7国家除美国之外）同期贡献平均水平的新兴经济体。
EAGLEs是一个动态和灵活的经济概念，其成员的组合随着时间的迁移会发生改变，这取决于新兴经济体相对于发达国家在未来经济发展表现的预测更新。根据2012年最新的预测结果，总共有9个经济体脱颖而出，按其对全球经济增长的贡献从大到小排列分别为中国、印度、巴西、印度尼西亚、韩国、俄罗斯、土耳其、墨西哥、台湾。

## 概述
世界经济增长的重心逐渐从发达国家转向新兴市场，寻找和定义那些未来可能引领全球经济增长的新兴市场获得了越来越多的关注，同时也有其他一些国家希望游说加入到金砖四国这个概念当中。然而，很多经济学家认为金砖四国的概念已经过时了，并定义了其他新的组合概念。EAGLEs的提出和其它一些组合（例如：灵猫六国CIVETS,新十一国Next-11或者7%俱乐部7 percent club等）相似之处都是为了超越传统金砖四国的概念，但是EAGLEs这一概念的归类方法又和其他的并不一样。
- 并非只关注经济规模大小和人口数量多少，因为这有可能产生误导。
- 更加注重于经济体预计所能创造的GDP增量（incremental GDP），而非只看经济体本身的GDP现在或未来的规模大小。仅仅拥有较大的经济规模或者较快的经济增速都不足以使一个经济体成为全球经济增长的驱动力，而是需要两者兼备。
- 入选标准非常明确。成为EAGLE的一员，每一个经济体在未来十年的预期GDP增量必须要超过同期G6国家（G7国家除美国之外）的平均增量。
- 这不是一个封闭固定的组合，概念本身也并没有和特定一组国家名称的缩写联系在一起。
- 对于成员的挑选是基于较短的预测时间范围（10年）而其它的分组预测则都通常在20到50年之间。

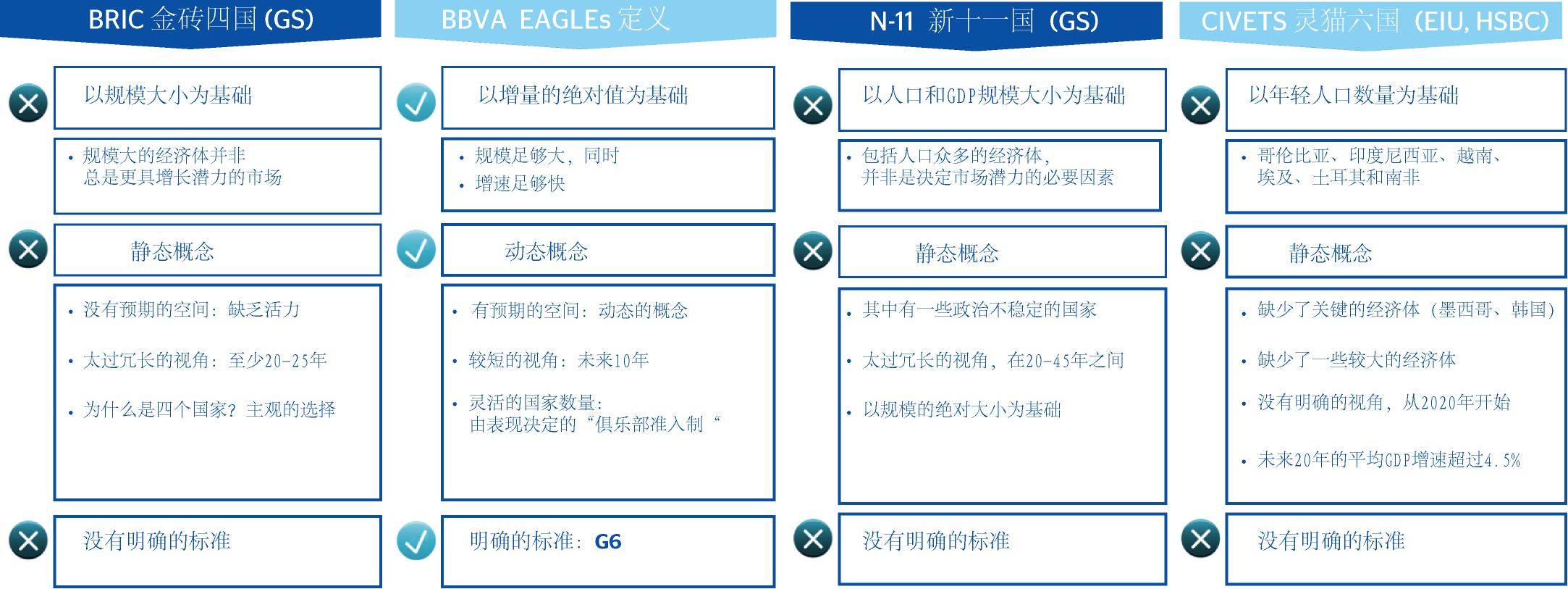
EAGLEs和其他新兴市场分类概念

根据BBVA研究部的预测，未来十年世界GDP按购买力平价调整后预计将增长超过40万亿美元，其中来自EAGLEs成员的贡献将接近60%，而同期G7国家的贡献则仅占约16%左右。BBVA研究部指出，中国在此期间的表现将独领风骚，其对世界经济增长的贡献预计将达到34%，这个数字是其他三个金砖四国成员总和的2倍。印度和巴西分别为列第二和第三位。之后是印度尼西亚和韩国，各自对世界经济增长的贡献都超过俄罗斯。在俄罗斯之后，下一个名单上的成员是土耳其，其贡献预计分别大于德国或者英国，尽管现时土耳其的GDP规模按购买力平价调整后仅为德国的３５%以及英国的４８%左右。名单上还有：墨西哥和臺灣，各自的GDP增量均将大于其它发达经济体，例如加拿大，法国和意大利。

## 观察名单（鹰巢 EAGLEs’ Nest）
作为EAGLEs概念整体的一部分，EAGLEs’ Nest是另一份观察名单，其包括了那些在未来十年GDP增量预计低于G6国家（G7国家除美国之外）同期平均水平，但依然高于G7国家中对世界经济增长贡献最小的意大利。这份名单中有以下成员：阿根廷, 孟加拉, 智利, 哥伦比亚, 埃及, 马来西亚, 尼日利亚, 巴基斯坦, 秘鲁, 菲律宾, 波兰, 南非, 泰国, 乌克兰, 越南。所有成员的GDP 增量总和将占世界经济增量的10%左右。

## 指数
2011年9月9日，道琼斯和BBVA合作推出两个新兴市场股票指数，帮助投资者投资领先的新兴市场公司。这俩个指数分别为：“道琼斯BBVA EAGLEs指数”和“道琼斯BBVA EAGLEs优化指数”。指数包含50间优质公司股票。
指数的组成是由宏观经济情况决定的。不同国家在指数中所占的比例由其在下个十年对全球GDP增长量的贡献所决定。这是一个动态的指数，其组成成分会由宏观预测的变化而变动。因此相对于静态指数，它可以更好的捕捉新兴市场充满变化的经济状况。每年三月，指数成分会根据最新的预测进行相应的调整。为了便于外国投资公司跟踪及复制指数，50间包含在内的公司由道琼斯总体股票市场指数，加上在香港和美国上市的中国公司中选出。

## 媒体报導
国内外媒体对于BBVA研究部提出的EAGLEs这一关于新兴经济体的全新概念均有报道： 
- “雄鹰”经济体概念又崛起 http://www.yicai.com/news/2010/12/628926.html%5B%5D
- “金砖四国”队伍会壮大么？ http://www.caing.com/2010-12-09/100206049.html （页面存档备份，存于）
- 新兴领军经济体贡献将大增——访西班牙对外银行首席经济学家艾西亚 https://web.archive.org/web/20101226201232/http://news.xinhuanet.com/fortune/2010-12/22/c_12905007.htm
- 西班牙对外银行提出新兴领军经济体概念 http://www.eeo.com.cn/finance/other/2011/01/27/192461.shtml （页面存档备份，存于）
- "金砖四国"改变力量格局 南非加入凸显非洲光彩 http://www.chinanews.com.cn/gj/2010/12-30/2757774.shtml
- Países Eagles, países que crecerán por encima del G7 en los próximos anos. https://web.archive.org/web/20101121041027/http://www.actibva.com/magazine/estudios-bbva/paises-eagles-paises-que-creceran-por-encima-del-g7-en-los-proximos-10-anos
- Eagles, Nuevo concepto de economías emergentes. http://www.capital.com.pa/?p=537 （页面存档备份，存于）
- Identifican a las EAGLE, con economías con mayor potencial de crecimiento. http://www.elmonetario.com.mx/ （页面存档备份，存于）
- El BBVA presenta a los EAGLE. https://web.archive.org/web/20101204080308/http://www.infonomista.es/entorno/226-el-bbva-presenta-a-los-eagles
- ESADEgeo Center for Global Economy and Geopolitics http://www.esade.edu/research-webs/eng/esadegeo （页面存档备份，存于）
- México, entre lideres emergentes BBVA http://www.eluniversal.com.mx/finanzas/83118.html （页面存档备份，存于）
- BBVA: Los mercados del futuro.http://www.larepublica.com.uy/economia/432336-bbva-los-mercados-del-futuro （页面存档备份，存于）
- Indonesia’s economy: Flying as high as an eagle https://web.archive.org/web/20110317115802/http://www.thejakartaglobe.com/columnists/indonesias-economy-flying-as-high-as-an-eagle/424806
- South Africa urged to boost leadership skills for BRIC http://english.peopledaily.com.cn/90001/90777/90855/7272327.html （页面存档备份，存于）
- Will Goldman’s new BRICwork stand up? http://blogs.reuters.com/davos/2011/01/17/will-goldmans-new-bricwork-stand-up/ （页面存档备份，存于）
- Should Egypt be the next Bric? http://blogs.ft.com/beyond-brics/2011/01/13/should-egypt-be-the-next-bric/ （页面存档备份，存于）
- S.Africa, not just another BRIC in the wall http://www.reuters.com/article/2010/12/29/us-safrica-bric-idUSTRE6BS1V720101229?pageNumber=2 （页面存档备份，存于）

## 延伸阅读
- BBVA研究部 16/03/2011 EAGLEs 第一季度报告 2011[永久]
- BBVA研究部 16/06/2011 EAGLEs 第二季度报告 2011[永久]
- BBVA研究部 16/09/2011 EAGLEs 第三季度报告 2011[永久]
- BBVA研究部 16/12/2011 EAGLEs 第四季度报告 2011
- BBVA研究部 06/03/2012 EAGLEs 第一季度报告 2012[永久]
- BBVA研究部 07/06/2012 EAGLEs 第二季度报告 2012 （页面存档备份，存于）
- Jeremy Gaunt. Reuters. 15/11/2010 What emerging animal are you? （页面存档备份，存于）
- Bettina Wassener. The New York Times. 15/11/2010 New Term for Emerging Economies Is Suggested （页面存档备份，存于）
- Jon Herskovitz. Reuters. 29/12/2010 Analysis: S.Africa, not just another BRIC in the wall
- The Economist. 26/11/2009 BRICS and BICIS （页面存档备份，存于）
- James Newman. Business News Americas. 12/11/2010 BBVA adds its EAGLES to the BRIC, CIVETS debate – Regional
- Alicia García-Herrero, Daniel Navia, Mario Nigrinis. BBVA Research 15/12/2010 Why investors should focus on BBVA EAGLEs
- Alma Saavedra. El Economista. 16/11/2010 BBVA Research pone a volar EAGLES （页面存档备份，存于）
- Actibva. 17/11/2010 Paises EAGLEs: paises que crecerán por encima del G7 en los próximos 10 años
- Globalasia. 18/11/2010 BBVA crea el concepto de países EAGLEs[永久]
- Alicia Gonzalez. El Pais. 05/12/2010 Las 'águilas' toman el relevo
- Alicia García-Herrero, Daniel Navia, Mario Nigrinis. BBVA Research 15/11/2010 As world growth rotates towards the emerging markets, focus should shift from BRICs to EAGLEs
- Alicia García-Herrero, Daniel Navia,  José Ramón Perea. BBVA Research 16/03/2011 Can Egypt continue to be an EAGLE? （页面存档备份，存于）
- Alicia García-Herrero, Daniel Navia, Mario Nigrinis. BBVA Research 15/11/2010 BBVA EAGLEs （页面存档备份，存于）
- Alicia García-Herrero, Daniel Navia, Mario Nigrinis, Jose Ramón Perea, Alfonso Ugarte. BBVA Reseach 14/02/2011 Who are the EAGLEs? Driving Global Growth for the Next Ten Years[永久]
- BBVA Research 12/01/2011 Should South Africa be a BRIC?: Not really: rather Egypt or – even better - Indonesia